# Las cataratas de San Antonio (Albert Bierstadt)
Las cataratas de San Antonio, cuyo título original en inglés es The Falls of St. Anthony es una obra realizada por Albert Bierstadt, pintor estadounidense de ascendencia alemana, perteneciente a la Escuela del río Hudson. 

## Temática de la obra
Las Cataratas de San Antonio eran unas importantes cascadas del alto Misisipi, situadas en la actual ciudad de Mineápolis, Minesota. El primer europeo que las describió y publicó fue el misionero franciscano Louis Hennepin, en el año 1680. Debido a su uso abusivo para actividades industriales, económicas y urbanas, han quedado actualmente muy desfiguradas.

## Análisis de la obra
- Pintura al óleo sobre lienzo; 96,8 x 153,7 cm ; 1880-87; Museo Thyssen-Bornemisza, Madrid.

Albert Bierstadt visitó las cascadas de San Antonio en la década de 1880, cuando ya se había establecido pequeñas instalaciones, e iba creciendo la ciudad de Minneapolis. Sin embargo, en este lienzo Bierstadt dio una versión idílica de este lugar, tratando de reconstruir su atractivo originario. Bierstadt da el protagonismo del lienzo a las cascadas, dándoles unas dimensiones exageradas, ya que pensaba que la geografía norteamericana era superior a la europea, tanto en belleza como en monumentalidad. Como el lienzo homónimo Las Cataratas de San Antonio, de George Catlin, en esta pintura Bierstadt también representa pequeñas figuras ante el imponente paisaje. Estas figuras son las de tres nativos norteamericanos, y una figura con vestimenta europea, que lleva un sombrero. Dos nativos reposan a la sombra de los árboles, mientras el tercero está a punto de partir en una canoa. El personaje representado de espaldas y con sombrero podría ser un homenaje a Louis Hennepin, considerado el primer europeo que visitó este lugar, en el año 1680.